# Tibor Tisza
Tibor Tisza (Debrecen, 10 novembre 1984) è un ex calciatore ungherese, di ruolo attaccante.

## Carriera

### Club
Cresce calcisticamente nel Debreceni squadra della sua città natale, nella stagione 2004-05 viene acquistato dal Diosgyor club neopromosso in massima serie che lo fa esordire in prima squadra chiudendo la sua prima stagione da professionista con 10 reti in 28 presenze. Il 16 gennaio 2006 viene acquistato dall'Újpest venendo premiato al termine della stagione come miglior giovane del campionato. Dopo altre tre stagioni e mezza giocate ad alti livelli attirando anche la chiamata della nazionale maggiore ungherese ad agosto 2009 viene mandato in prestito all'Anvera militanti in seconda divisione belga chiudendo la stagione con 15 reti segnate in 30 presenze e venendo eletto miglior giocatore dell'anno della squadra. La stagione seguente ritorna all'Újpest ma dopo 15 presenze e 6 reti va nuovamente in prestito in Belgio, questa volta al Sint-Truiden militanti in massima serie. La seconda esperienza belga si rivelerà un flop venendo relegato spesso in panchina e chiudendo la stagione con 6 presenze e zero reti non venendo riscattato. La stagione 2011-12 lo vede ritornare al Diosgyor giocando altre due stagioni e mezzo su buoni livelli mettendo insieme 61 presenze e 15 reti, prima di tornare a febbraio 2014 al Debreceni suo club giovanile.

### Nazionale
Dal 2004 al 2005 è stato un punto fermo della nazionale Under-21 con 5 reti in 21 presenze, dal 2007 al 2008 ha fatto parte della Nazionale maggiore ungherese giocando 5 match.

## Statistiche

### Presenze e reti nei club
Statistiche aggiornate al 2 luglio 2018.
| Stagione        | Squadra         | Campionato      | Campionato | Campionato | Coppe nazionali | Coppe nazionali | Coppe nazionali | Coppe continentali | Coppe continentali | Coppe continentali | Altre coppe | Altre coppe | Altre coppe | Totale | Totale |
| Stagione        | Squadra         | Comp            | Pres       | Reti       | Comp            | Pres            | Reti            | Comp               | Pres               | Reti               | Comp        | Pres        | Reti        | Pres   | Reti   |
| --------------- | --------------- | --------------- | ---------- | ---------- | --------------- | --------------- | --------------- | ------------------ | ------------------ | ------------------ | ----------- | ----------- | ----------- | ------ | ------ |
| 2004-2005       | Diósgyőri       | NBI             | 28         | 10         | MK              | 1               | 1               | -                  | -                  | -                  | -           | -           | -           | 29     | 11     |
| 2005-gen. 2006  | Diósgyőri       | NBI             | 14         | 5          | MK              | -               | -               | -                  | -                  | -                  | -           | -           | -           | 14     | 5      |
| gen.-giu. 2006  | Újpest          | NBI             | 14         | 5          | MK              | 0               | 0               | -                  | -                  | -                  | -           | -           | -           | 14     | 5      |
| 2006-2007       | Újpest          | NBI             | 29         | 13         | MK              | 5               | 3               | CU                 | 1                  | 0                  | -           | -           | -           | 35     | 16     |
| 2007-2008       | Újpest          | NBI             | 22         | 15         | MK+MLK          | 1+8             | 1+4             | -                  | -                  | -                  | -           | -           | -           | 31     | 20     |
| 2008-2009       | Újpest          | NBI             | 16         | 7          | MK+MLK          | 1+3             | 0+1             | -                  | -                  | -                  | -           | -           | -           | 20     | 8      |
| lug.-ago. 2009  | Újpest          | NBI             | 4          | 2          | MK+MLK          | -               | -               | UEL                | 2                  | 0                  | -           | -           | -           | 6      | 2      |
| ago. 2009-2010  | Anversa         | D2              | 30         | 15         | CB              | 0               | 0               | -                  | -                  | -                  | -           | -           | -           | 30     | 15     |
| 2010-gen. 2011  | Újpest          | NBI             | 15         | 6          | MK+MLK          | 2+2             | 4+2             | -                  | -                  | -                  | -           | -           | -           | 19     | 12     |
| Totale Újpest   | Totale Újpest   | Totale Újpest   | 100        | 48         |                 | 22              | 15              |                    | 3                  | 0                  |             | -           | -           | 125    | 63     |
| gen.-giu. 2011  | Sint-Truiden    | D1              | 6+2        | 0          | CB              | -               | -               | -                  | -                  | -                  | -           | -           | -           | 8      | 0      |
| 2011-2012       | Diósgyőri       | NBI             | 23         | 8          | MK+MLK          | 4+5             | 1+1             | -                  | -                  | -                  | -           | -           | -           | 32     | 10     |
| 2012-2013       | Diósgyőri       | NBI             | 25         | 6          | MK+MLK          | 4+6             | 4+8             | -                  | -                  | -                  | -           | -           | -           | 35     | 18     |
| 2013-feb. 2014  | Diósgyőri       | NBI             | 13         | 1          | MK+MLK          | 1+3             | 2+5             | -                  | -                  | -                  | -           | -           | -           | 17     | 8      |
| Totale Diósgyőr | Totale Diósgyőr | Totale Diósgyőr | 103        | 30         |                 | 24              | 22              |                    | -                  | -                  |             | -           | -           | 127    | 52     |
| feb.-giu. 2014  | Debrecen        | NBI             | 7          | 1          | MK+MLK          | 3+4             | 3+1             | UEL                | -                  | -                  | MS          | -           | -           | 14     | 5      |
| 2014-2015       | Debrecen        | NBI             | 24         | 7          | MK+MLK          | 4+8             | 1+3             | UCL                | 2                  | 0                  | MS          | 1           | 0           | 39     | 11     |
| 2015-2016       | Debrecen        | NBI             | 24         | 6          | MK              | 4               | 1               | UEL                | 4                  | 3                  | -           | -           | -           | 32     | 10     |
| lug.-ago. 2016  | Debrecen        | NBI             | 6          | 1          | MK              | -               | -               | UEL                | 4                  | 4                  | -           | -           | -           | 10     | 5      |
| ago. 2016-2017  | Nyíregyháza     | NBII            | 29         | 3          | MK              | 1               | 1               | -                  | -                  | -                  | -           | -           | -           | 30     | 4      |
| 2017-2018       | Debrecen        | NBI             | 12         | 0          | MK              | 6               | 8               | -                  | -                  | -                  | -           | -           | -           | 18     | 8      |
| Totale Debrecen | Totale Debrecen | Totale Debrecen | 73         | 15         |                 | 29              | 17              |                    | 10                 | 7                  |             | 1           | 0           | 113    | 39     |
| Totale carriera | Totale carriera | Totale carriera | 341+2      | 111        |                 | 76              | 55              |                    | 13                 | 7                  |             | 1           | 0           | 433    | 173    |

## Palmarès

### Club

#### Competizioni nazionali
- Campionato ungherese: 1

Debrecen: 2013-2014

### Individuale
- Miglior giovane della NBI: 1

2005-2006
- Calciatore dell'anno dell'Anversa: 1

2009-2010